# Jacques Laffite
Pour les articles homonymes, voir Laffite.
Pour l’article ayant un titre homophone, voir Jacques Laffitte.
Jacques Laffite est un pilote automobile français, né le 21 novembre 1943 à Paris. Il a notamment disputé 176 Grands Prix de Formule 1 et remporté six victoires entre 1974 et 1986. De 1997 à 2012, il commente en qualité de consultant les Grands Prix de F1 pour la chaîne de télévision française TF1. Il est le père de Margot Laffite, pilote et journaliste sportive pour Canal+, et le beau-frère de Jean-Pierre Jabouille,.

## Biographie

### Jeunesse
Fils d'un avocat parisien, Jacques Laffite passe son enfance à Paris et fréquente des bonnes écoles. Ses intérêts étaient déterminés par le sport, il devient un bon joueur de tennis, skieur et patineur. À 14 ans à l'hiver 1958, il rencontre à la patinoire Molitor dans le 16e arrondissement de Paris, son futur beau-frère Jean-Pierre Jabouille, déjà champion de patinage de vitesse à 15 ans ; les deux seront plus tard diplômés ensemble à l'armée.
Après avoir échoué à obtenir son diplôme d'études secondaires, il travaille comme mécanicien pour Jabouille. Sans grandes connaissances en mécanique, Jabouille et Laffite ont toujours malgré tout réussi à faire tourner leur voiture.

### Carrière

#### Débuts en tant que pilote de course

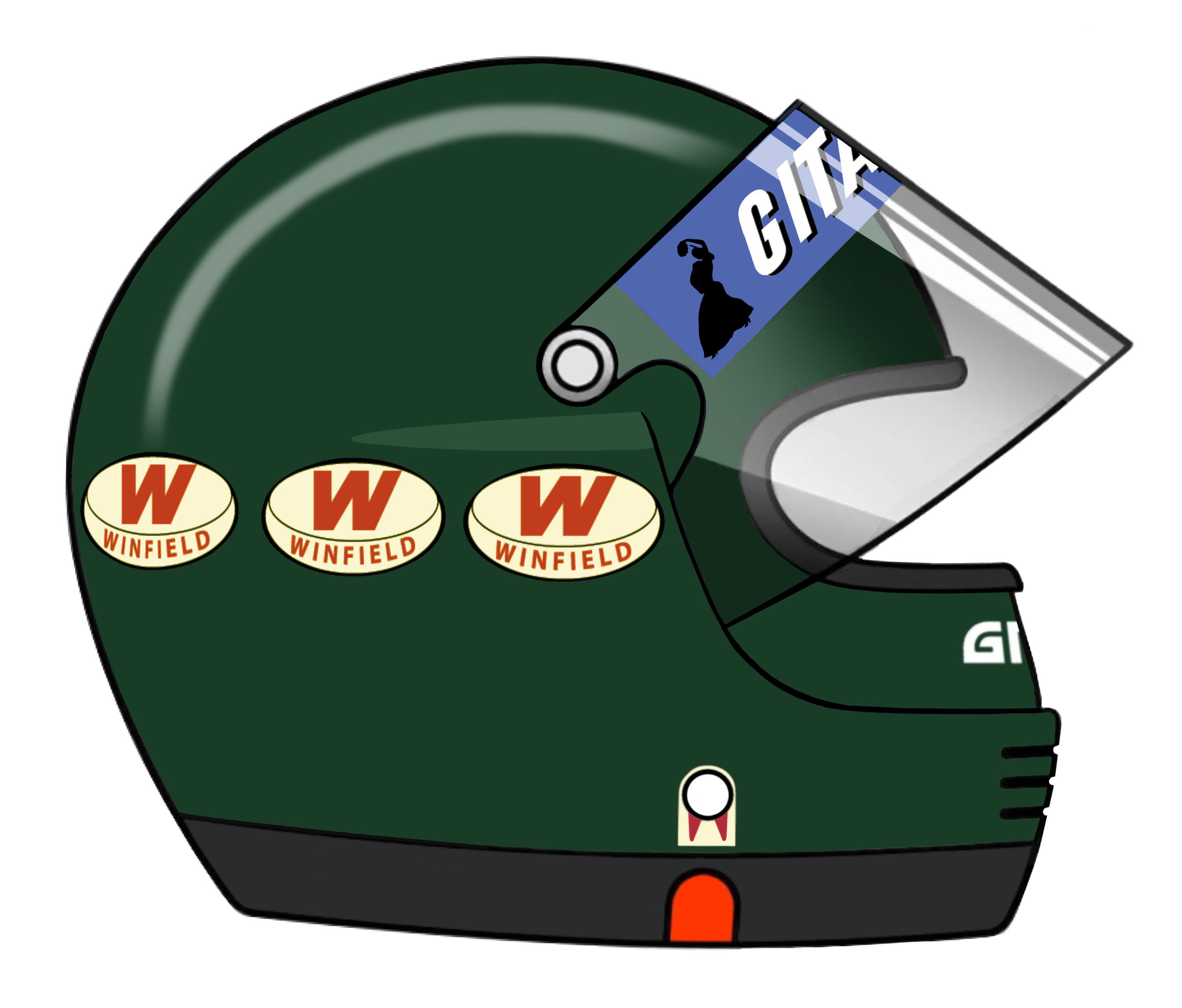
Le casque intégral SJ GPA de Jacques Laffite.

En 1966, Jean-Pierre Jabouille lui propose de devenir son mécanicien lors des épreuves de la Coupe Renault 8 Gordini,. Après ses premiers succès en tant que pilote, Jabouille attire, en 1968, l'attention de l'industriel français Hubert Giraud qui demande pourquoi Laffite ne pilote pas ; lorsqu'il apprend qu'il est sans le sou, il lui finance une voiture de course de Formule France. Laffite devant construire sa voiture lui-même, il lui faut du temps avant qu'il puisse disputer ses premières courses. Il profite de l'intervalle pour s'inscrire à l'École Winfield (dont le "W" et le nom figure sur une série de vignettes autour de son casque couleur "British Racing Green", durant le reste de sa carrière de pilote). Une deuxième place obtenue dans une compétition junior lui assure une saison payée en Formule 3. Ainsi, sa carrière commence de manière beaucoup plus professionnelle que prévu.

#### Formule 3 et Formule Renault

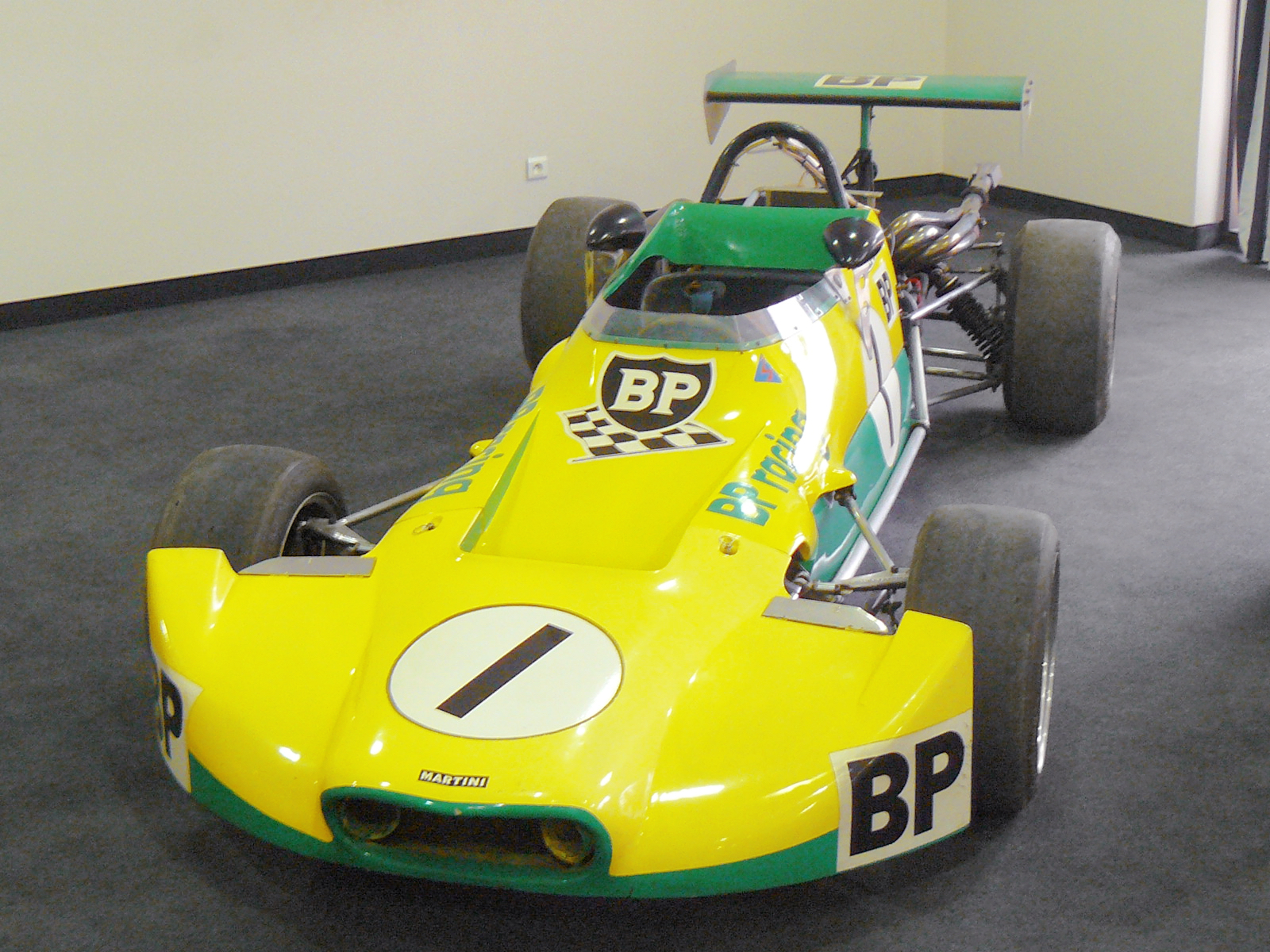
La Martini de Formule 3 de Jacques Laffite.

En 1970, Jacques Laffite, passé en Formule Renault, vit une saison désastreuse : les voitures de Formule Renault, dangereuses et rapides, sont conduites par de jeunes pilotes fougueux et imprudents alors que Laffite, âgé de 27 ans, n'est pas disposé à prendre autant de risques qu'eux. En 1971, il partage son cockpit avec Dominique Royer, un riche pilote automobile amateur, et s'entend mieux avec ses concurrents après une première saison de familiarisation. Laffite remporte ses premières victoires à Albi et au Paul Ricard et termine cinquième du championnat. En 1972, Laffite rejoint l'équipe BP Racing, domine la saison sur un châssis Martini avec douze victoires et remporte son premier titre majeur. Il participe la même année aux 24 heures du Mans avec Pierre Maublanc, de quinze ans son aîné, sur Ligier JS2. En 1973, il devient champion de France de Formule 3 avec une Martini MK12-Ford du team Oreca et remporte également le Grand Prix de Monaco de Formule 3.
L'année suivante, sa victoire au championnat d'Europe international de Formule 3 lui vaut une notoriété au-delà des frontières françaises. En 1974, alors qu'il doit débuter en Formule 2 pour Ligier avec une JS2 à moteur Maserati, Frank Williams l'engage en Formule 1 au sein de sa modeste écurie Frank Williams Racing Cars en grande difficulté financière. À trente ans, Jacques Laffite fait donc ses débuts en Formule 1 au Grand Prix d'Allemagne 1974 sur le Nürburgring au volant d'une Iso IR1. Au cours des quatre courses restantes de la saison, Laffite a du mal à se faire à la transition en Formule 1 ; son seul objectif est de terminer les courses. Parallèlement, Jacques Laffite termine troisième du championnat d'Europe de Formule 2 au volant d'une March-BMW.

#### Formule 1

##### 1974–1975: Williams
En 1975, resté chez Williams, Laffitte n'a aucune chance face aux dominantes Ferrari, Brabham et McLaren. Néanmoins il termine deuxième, derrière Carlos Reutemann, du Grand Prix d'Allemagne sur le sélectif tracé du Nürburgring, obtenant le premier podium de sa carrière, un an exactement après ses débuts ; il contribue ainsi à la survie de l'équipe.
Parallèlement à ses débuts en Formule 1, Jacques Laffite devient, en 1975, champion d'Europe et de France de Formule 2 et conquiert, pour le constructeur Alfa Romeo, le titre mondial d'endurance du Championnat du monde des voitures de sport 1975 sur la 33TT12 WSC (trois victoires avec l'Italien Arturo Merzario, aux 800 kilomètres de Dijon, 1 000 kilomètres de Monza (Trofeo Filippo Caracciolo) et 1 000 kilomètres du Nürburgring).

##### 1976–1982: Ligier
Grand espoir de la Formule 1 française malgré ses 33 ans, Jacques Laffite accepte l'offre de Guy Ligier de piloter la nouvelle voiture de course française Gitanes-Ligier-Matra. Laffite est choisi, début 1976, à l'issue d'un test comparatif face à Jean-Pierre Beltoise pour faire débuter en compétition la première Ligier.
Après une saison 1976 pleine de promesses, avec vingt points marqués en championnat et la première pole position à Monza, Laffite et Ligier sont plus en difficulté en 1977. La saison démarre mal puisqu'à la veille de la huitième manche du championnat, en Suède, Laffitte n'a toujours pas marqué de point. Dans ce contexte, et bien que mal qualifié, il remporte sa première victoire après l'abandon de Mario Andretti ; cette victoire est si inattendue que sur le podium, Laffite est privé de Marseillaise, les organisateurs n'ayant pas envisagé la victoire d'un Français. Ce succès sur la Ligier-Matra constitue la première victoire d'un ensemble châssis-moteur français de l'histoire de la Formule 1. Ce succès, qui reste pourtant une performance isolée au milieu d'une saison globalement décevante, rend Laffite et Ligier extrêmement populaires en France.

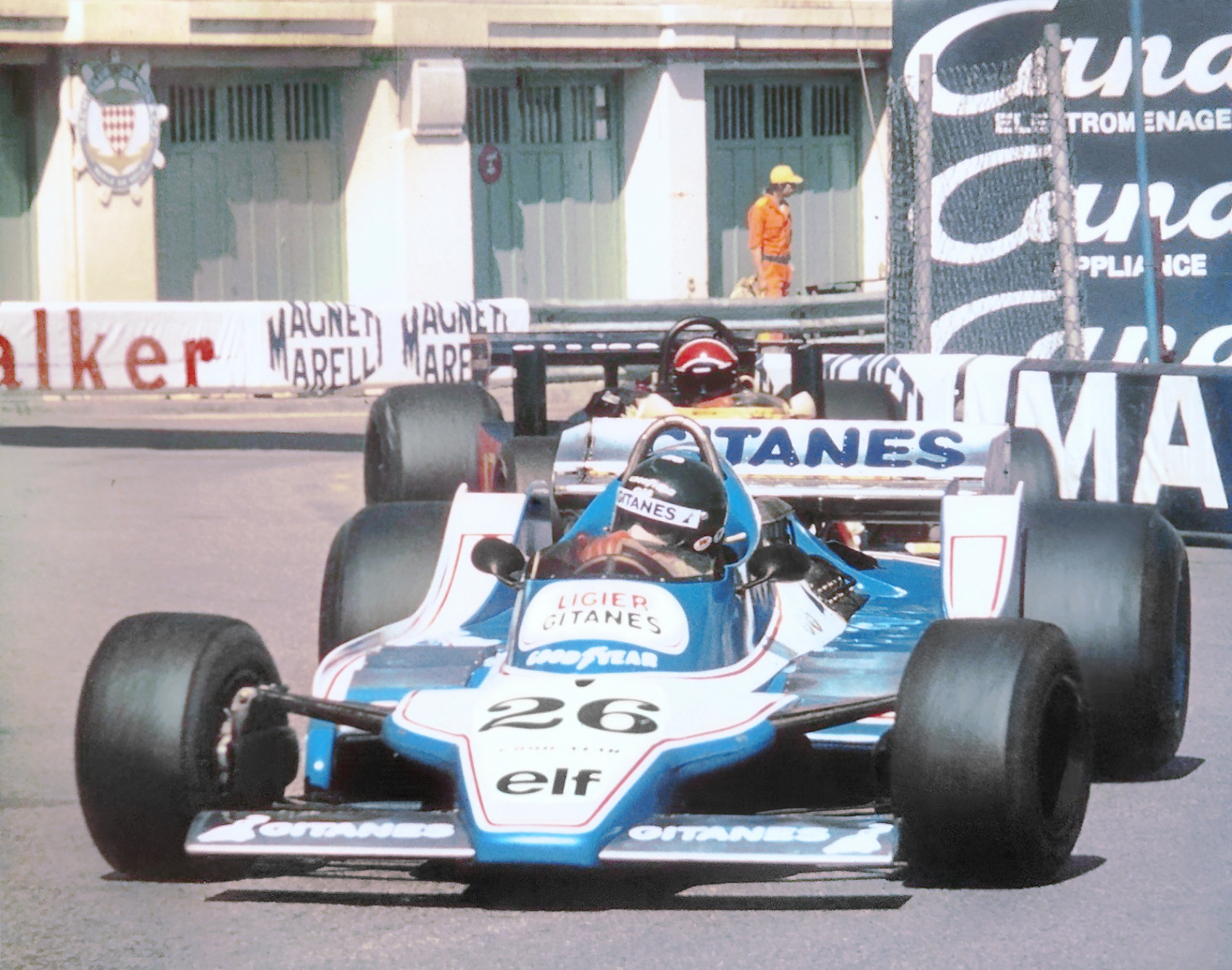
Jacques Laffite au volant de sa Ligier JS11 devant Jan Lammers sur Shadow DN 9B à la Rascasse lors des essais du Grand Prix de Monaco 1979.

Après une saison 1978 en demi-teinte avec deux troisièmes places à Jarama et Hockenheim comme meilleurs résultats, 19 points marqués et une huitième place au championnat, il faut attendre 1979 pour que Laffite et Ligier se hissent au plus haut niveau. Le moteur Matra V12 est dépassé tandis que les nouvelles Lotus 79 à effet de sol dominent la saison 1978. Ligier engage une deuxième voiture pour Patrick Depailler qui rejoint l'équipe. À l'initiative de l'ingénieur Gérard Ducarouge, de nombreuses modifications sont apportées à la nouvelle voiture, à effet de sol, dôtée d'un moteur V8 Cosworth. En début de saison, à Buenos Aires, Laffite place sa Ligier JS11 en pole position avec plus d'une seconde d'avance. En course, il réalise le tour le plus rapide et s'impose facilement en menant de bout en bout. Il remporte également la deuxième course de la saison, à Interlagos, après avoir à nouveau réalisé la pole position et le meilleur tour en course. Grâce à la deuxième place de Patrick Depailler, Ligier obtient son premier doublé en Formule 1. Laffite vainqueur des deux premières courses de l'année en Amérique du Sud, fait figure de favori pour le titre mondial.
Cependant, Ligier perd progressivement pied en cours d'année à cause notamment de problèmes internes au sein de l'équipe, Laffite et Depailler se disputant constamment pour le leadership. De plus, Gérard Ducarouge reconstruit le châssis à plusieurs reprises et a des relations conflictuelles avec Guy Ligier ce qui conduit à son limogeage à mi-saison. En Espagne, Laffite obtient une nouvelle pole position tandis que Depailler remporte la deuxième victoire de sa carrière, sa première avec Ligier. Laffite, en pole position lors de la course suivante à Zolder, termine deuxième du Grand Prix. Dans la seconde moitié de l'année, la supériorité de la Ligier s'estompe. Les causes de cette baisse de régime n'étant pas claires, les techniciens ne comprennent pas la voiture. Malgré trois nouvelles troisièmes places, les chances de Laffite de remporter le titre mondial s'envolent ; Jody Scheckter devient champion du monde avec Ferrari alors que Laffite se classe quatrième. S'il s'agit du meilleur résultat de sa carrière jusqu'alors, l'équipe Ligier est très déçue de la baisse des performances ; pour aggraver les choses, Patrick Depailler se blesse grièvement dans un accident de deltaplane.
L'année suivante, Laffite, âgé de 37 ans, accueille un nouveau coéquipier beaucoup plus jeune que lui, Didier Pironi, qui lui donne du fil à retordre. À Hockenheim, Laffite gagne sa seule victoire de la saison, une semaine seulement après que son ami et ancien coéquipier Patrick Depailler se fut tué au volant d'une Alfa Romeo sur ce même circuit, à la suite d'une sortie de route à 280 km/h dans l'Ostkurve. Sur le podium, Laffite refuse le champagne en signe de deuil. Avec 34 points, il termine à nouveau quatrième du championnat, juste devant son coéquipier, sans jamais s'être mêlé à la lutte pour le titre à cause de résultats trop irréguliers.

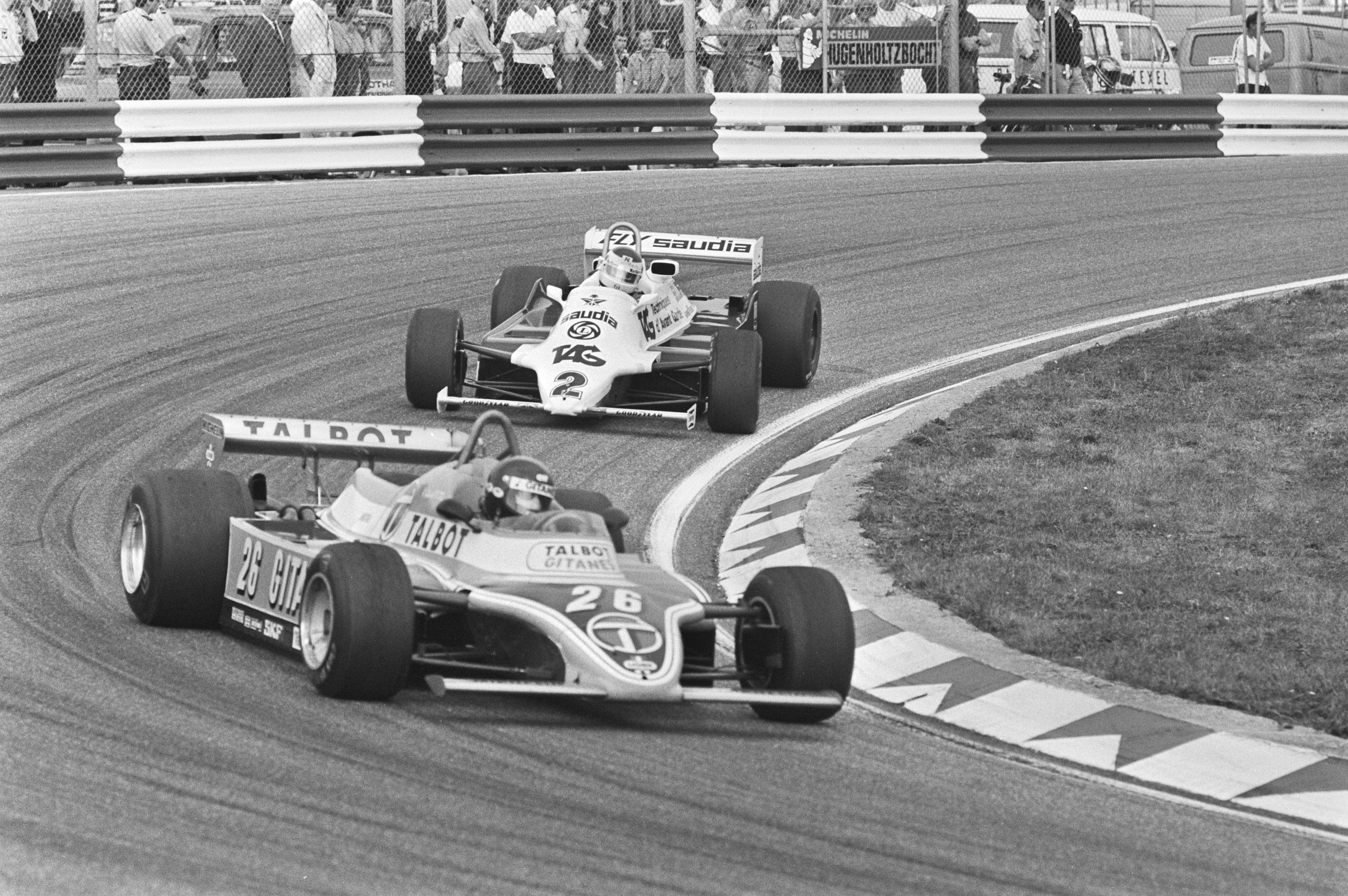
Jacques Laffite au volant de la Ligier JS17 devant Carlos Reutemann pendant le Grand Prix des Pays-Bas 1981.

Laffite reste numéro un de l'équipe pour la saison 1981 avec son ami Jean-Pierre Jabouille comme équipier. Douze ans après que Jacques Laffite ait travaillé comme mécanicien pour son beau-frère, les deux se retrouvent au sein de l'équipe Ligier. Cependant, une seule course après avoir signé, Jabouille connaît un sérieux revers au Grand Prix du Canada 1980 où, victime d'un grave accident, il souffre de fractures compliquées à une jambe. Bien que son volant lui reste attribué, Jabouille est contraint de mettre un terme à sa carrière de pilote de Formule 1 après quelques tentatives de retour infructueuses ; il devient alors directeur de course de l'écurie Ligier, reprise en partie par Talbot et rebaptisée Talbot-Ligier. Avec la seule voiture engagée, toute la pression des attentes de la marque Talbot et du Groupe PSA pèsent sur Laffite. Après un début de saison raté, Talbot-Ligier progresse et Laffite gagne en Autriche puis au Canada sous une pluie battante. Il aborde l'ultime manche du championnat, à Las Vegas, sur le parking du Caesars Palace, en troisième position au championnat avec des chances d'être sacré. Il passe à côté de sa course et ne se fait guère remarquer par les médias tant la bataille à trois entre Nelson Piquet au volant de sa Brabham-Ford, et les deux pilotes Williams, Alan Jones et Carlos Reutemann, anime les débats. Piquet remporte son premier titre mondial et Laffite termine quatrième du championnat pour la troisième fois consécutive.
En 1982, Laffite subit le déclin soudain de l'écurie Ligier et, démotivé, n'est guère en mesure de se mettre en évidence. L'équipe Talbot-Ligier tombe dans une crise profonde. Après quelques bonnes années, au cours desquelles elle a même terminé deuxième du championnat du monde des constructeurs en 1980, les changements dans l'industrie automobile française ont eu un impact négatif sur son avenir en Formule 1. Le meilleur résultat de la saison est une troisième place en Autriche. Cependant, cette course est chaotique et de nombreux favoris sont contraints à l'abandon. Laffite termine 18e du championnat du monde avec cinq points.

##### 1983–1984: Williams
Jacques Laffite se relance chez Williams, l'écurie de ses débuts. En 1983, avec le modeste V8 Ford-Cosworth atmosphérique, l'équipe n'est pas en mesure de lutter avec les concurrents qui bénéficient du moteur turbo. Ce n'est que lors du dernier Grand Prix que Williams passe au turbo, grâce à un partenariat avec le motoriste japonais Honda. La saison 1983 est une nouvelle fois décevante pour Laffite qui essuie les plâtres d'un moteur encore peu fiable et aux performances irrégulières. S'il se plaint de ne pas bénéficier du même matériel que Keke Rosberg, champion du monde en titre, Laffite n'est pas en mesure de s'appuyer sur ses anciens succès même si Rosberg n'a remporté le titre avec Williams qu'avec justesse l'année précédente ; le succès du Finlandais était principalement dû à un déroulement chaotique de la saison 1982 au cours de laquelle Ferrari, l'équipe dominante, avait perdu à la fois Gilles Villeneuve et Didier Pironi dans des accidents dramatiques, permettant à Rosberg de remporter le titre avec une seule victoire dans la saison. En 1983, les chances sont très minces en raison du bouleversement technique. Les moteurs atmosphériques encore utilisés par Williams sont nettement inférieurs aux moteurs turbocompressés, même si Keke Rosberg remporte une dernière victoire avec un moteur atmosphérique à Monaco. Jacques Laffite ne marque que onze points et termine onzième du championnat.
En 1984, Frank Williams a pu obtenir un moteur turbo pour son équipe avec Honda. Cependant, il faut plus d'un an pour que l'unité fonctionne parfaitement. Encore une fois, Rosberg réussit à gagner à Dallas tandis que Laffite connaît une saison encore plus faible que l'année précédente. Avec cinq points, il termine quatorzième du championnat et est remplacé par le jeune Britannique Nigel Mansell.

##### 1985–1986: Ligier
Après deux saisons chez Williams, Laffite, désormais âgé de 41 ans, est tenté de prendre sa retraite. Cependant, il décide de revenir chez Ligier en 1985, justifiant sa décision par son plaisir de piloter toujours existant.
La douzième saison du vétéran démarre mieux que ne l'espéraient la plupart des observateurs, car, avec le moteur Renault turbo, il obtient plusieurs bons résultats. Bien qu'il ne puisse plus se battre pour des victoires, il termine régulièrement dans les points. À Silverstone et Hockenheim, il monte sur la troisième marche du podium puis termine deuxième lors de la manche finale de la saison, en Australie. Avec 16 points, il termine neuvième du championnat, bien mieux que les deux années précédentes chez Williams.
En 1986, Jacques Laffite entame sa 13e et dernière saison. Malgré ses 42 ans, il se montre très compétitif et se classe troisième lors de l'ouverture de la saison au Brésil et deuxième derrière Ayrton Senna aux États-Unis, son dernier podium en Formule 1.
Deux courses plus tard, à Brands Hatch en Grande-Bretagne, Laffite dispute son 176e Grand Prix et égale le record de participations de Graham Hill. Au premier virage après le départ, il est victime d'une collision en chaîne dans le cœur du peloton. Sa Ligier percute de plein fouet le rail de sécurité sur la droite de la piste. L'avant de la voiture est gravement endommagé et Laffite est relevé avec de multiples fractures aux jambes et au bassin. Grâce à une opération chirurgicale menée par le professeur Émile Letournel et une convalescence de plus de six mois, il retrouve l'usage de ses jambes ; cet accident marque la fin brutale de sa carrière en Formule 1.
En 176 Grands Prix, Jacques Laffite a remporté six victoires, sept pole positions, sept meilleurs tours en course et inscrit 228 points en championnat. Il n'a piloté que pour deux équipes en treize ans, quatre ans au total pour Williams et neuf ans pour Ligier, avec qui il a remporté ses six victoires.
Tout au long de sa longue carrière, il est resté le farceur du paddock, un homme joyeux et énergique. Jacques Laffite a vécu pleinement sa vie de pilote et, malgré ses facilités innées, il a été un coureur très professionnel et compétitif même si, aujourd'hui, il se définit lui-même comme un “branleur”.

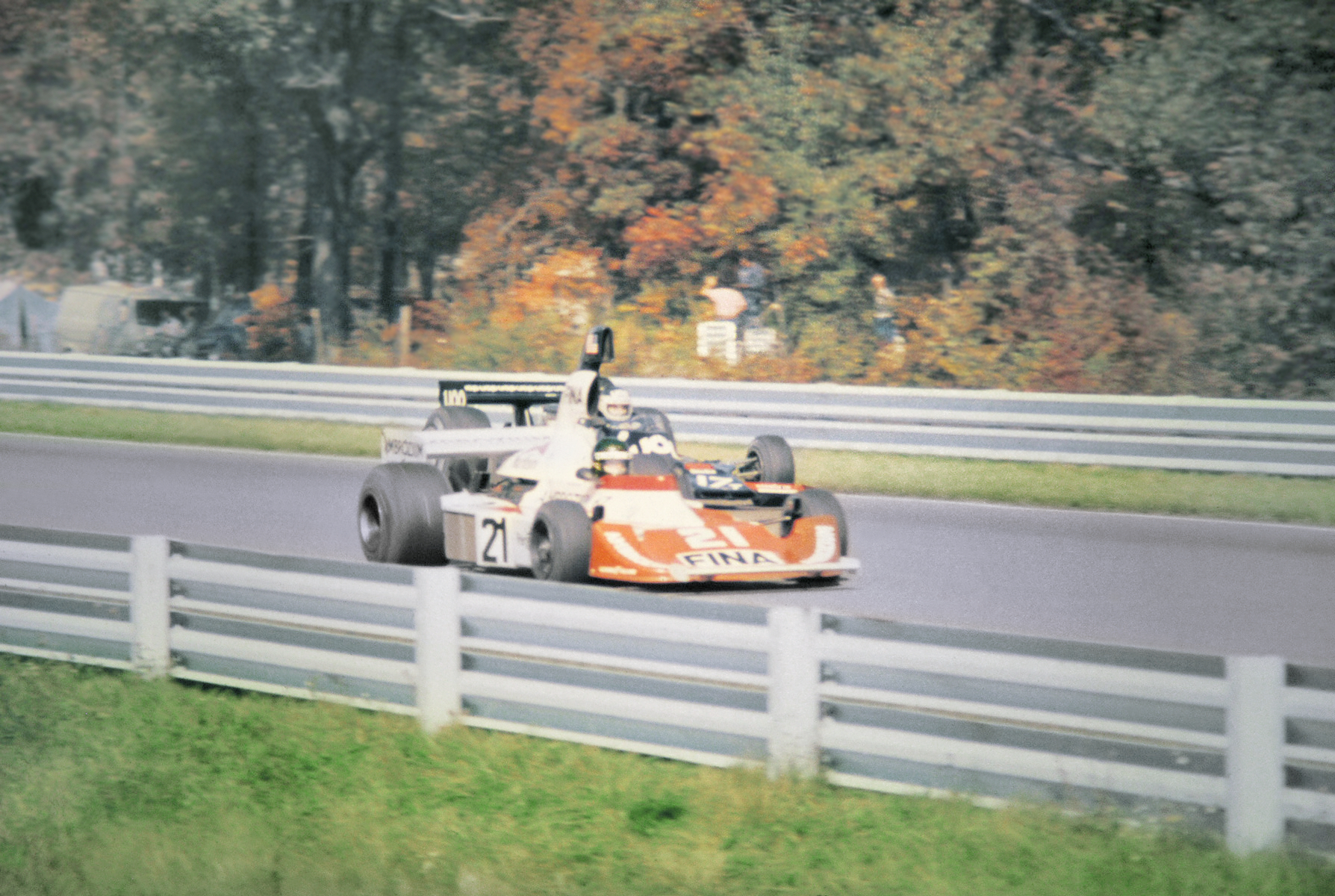
Jacques Laffite sur Williams-Ford, suivi par l'UOP Shadow-Ford de Jean-Pierre Jarier au Grand Prix des États-Unis 1975 à Watkins Glen.
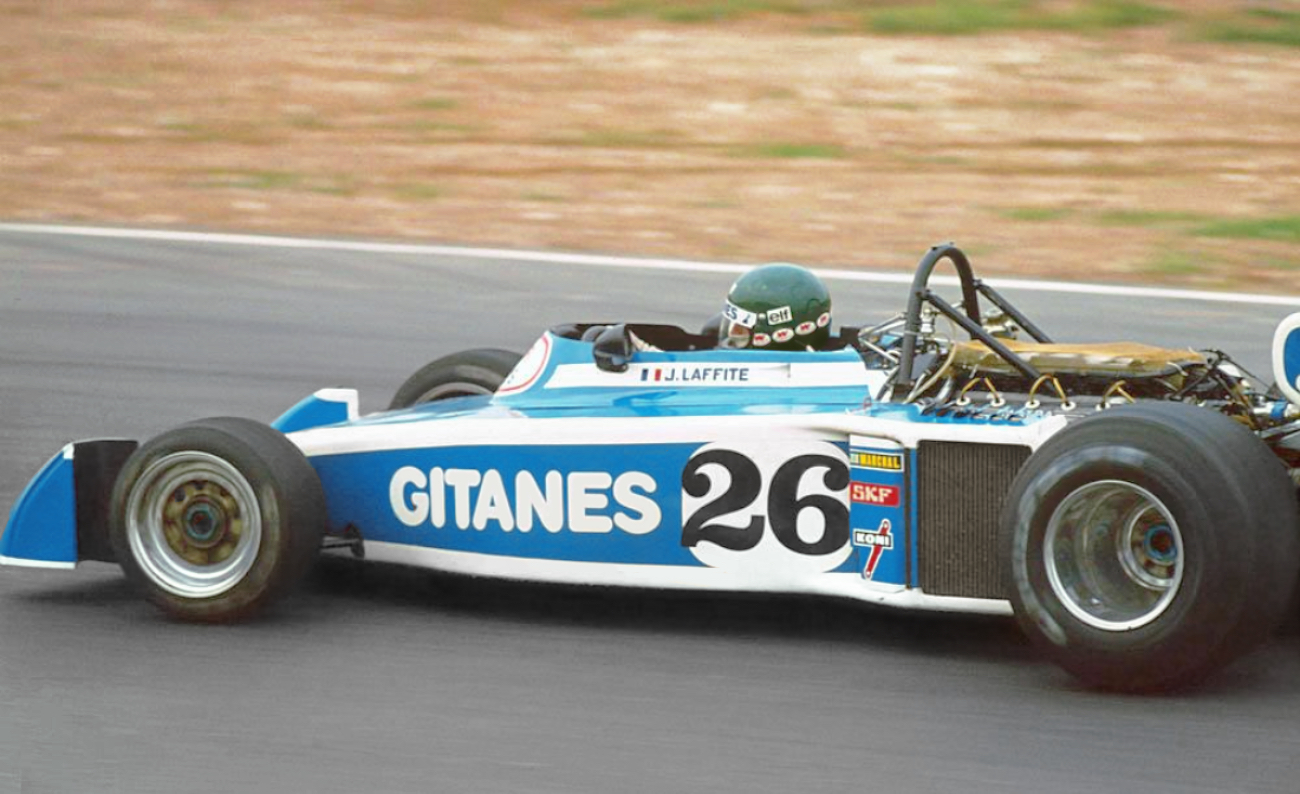
Jacques Laffite au volant de la Ligier JS5 en 1976.
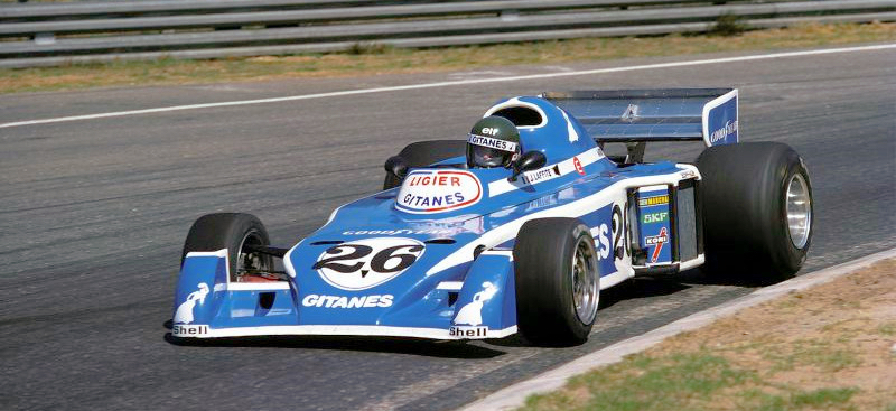
Jacques Laffite au Grand Prix d'Italie 1976.
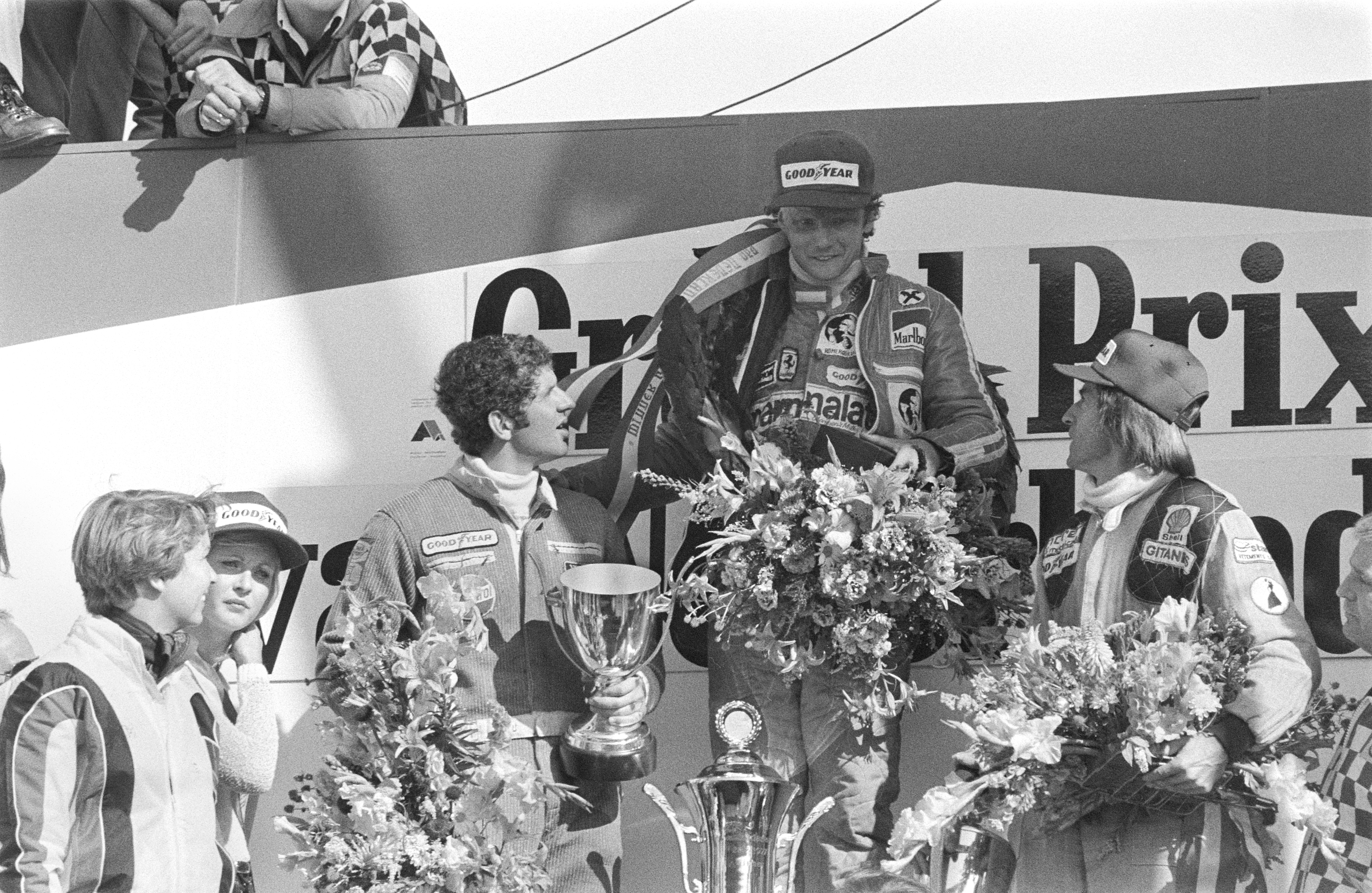
Jacques Laffite sur la deuxième marche du podium (à droite) du Grand Prix des Pays-Bas 1977 avec Niki Lauda et Jody Scheckter.
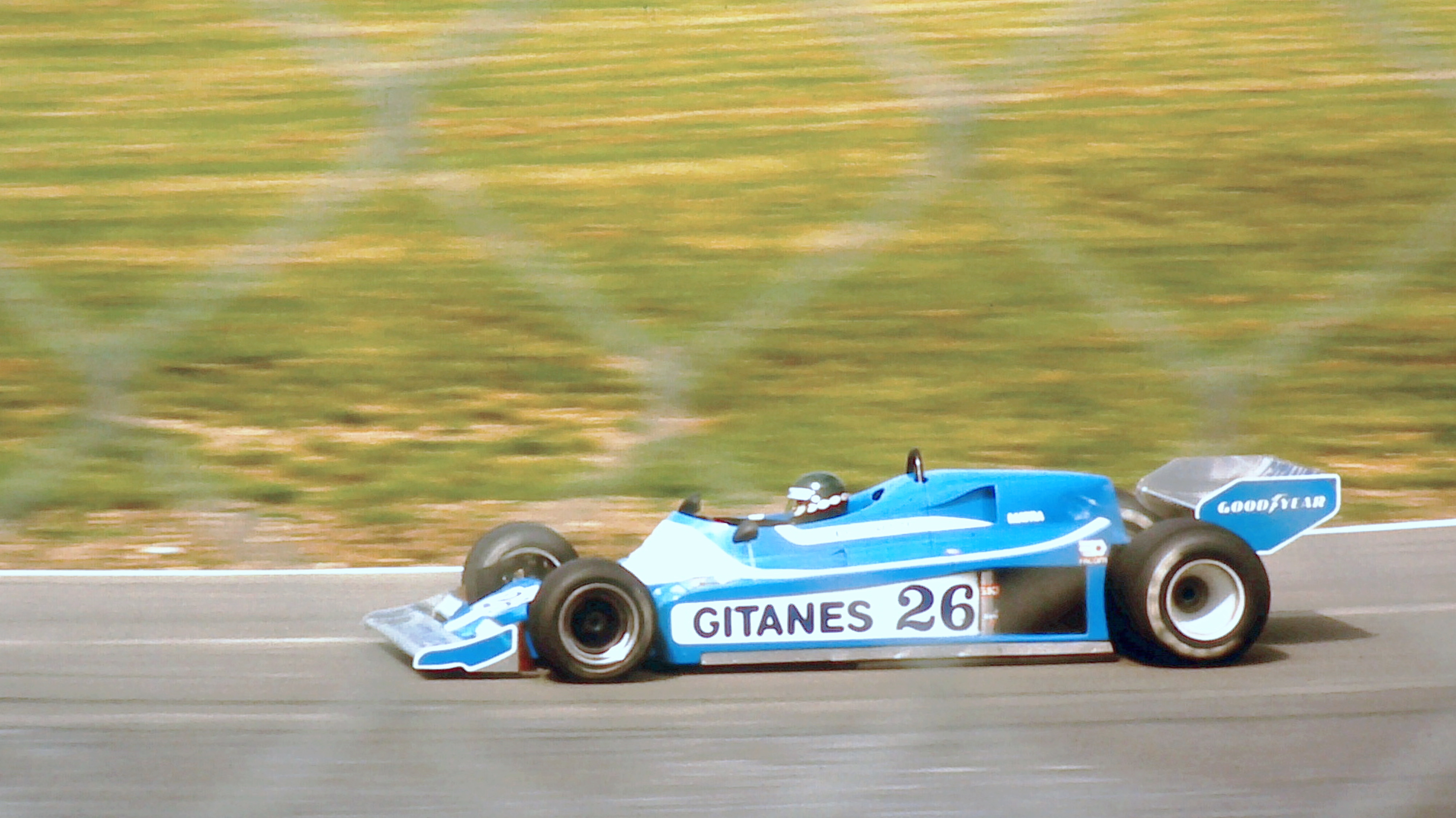
Jacques Laffite au Grand Prix de Grande-Bretagne 1978 avec la Ligier JS9.
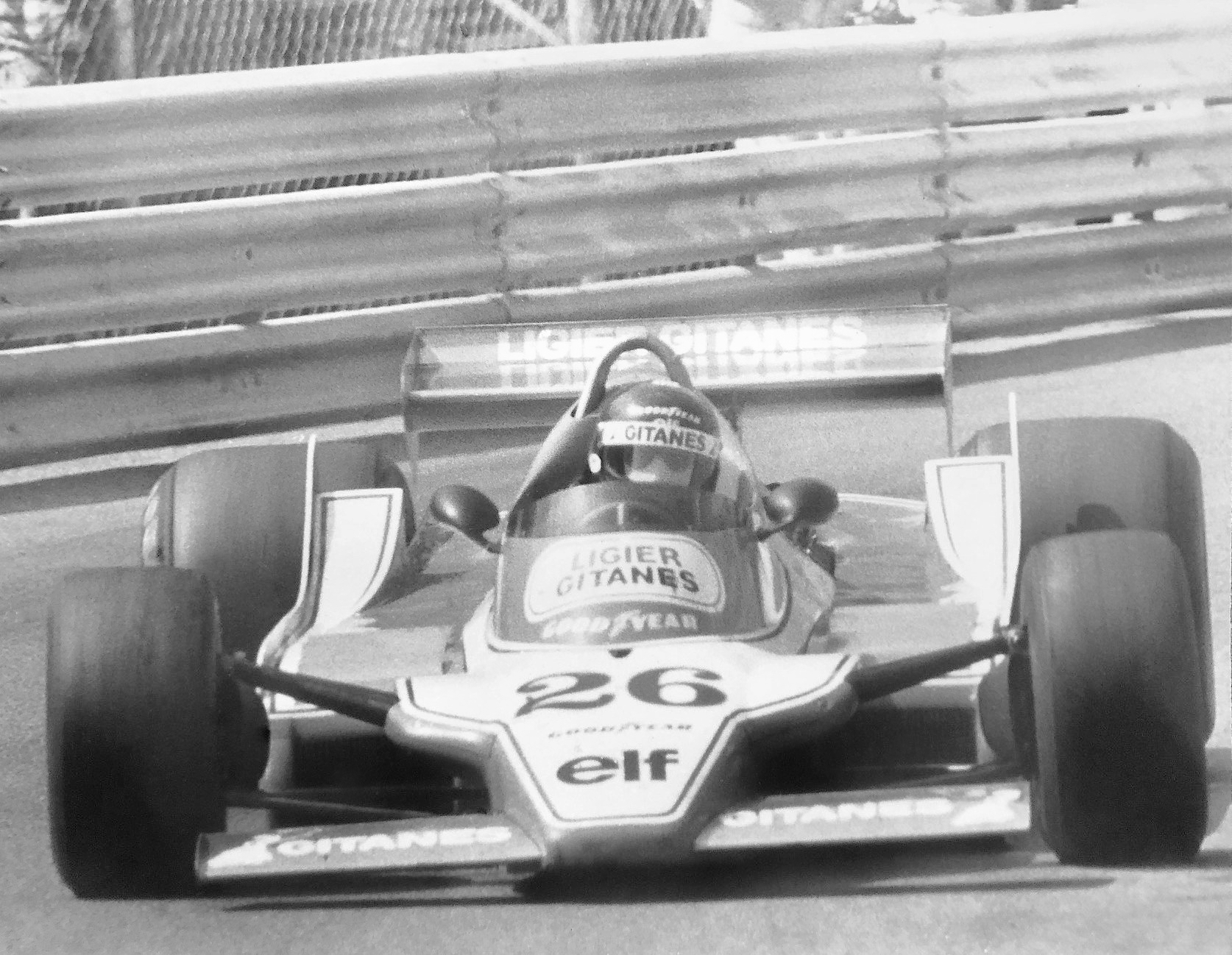
Jacques Laffite à l’approche des « S » de la piscine lors des qualifications du Grand Prix de Monaco 1979 avec la Ligier JS11.
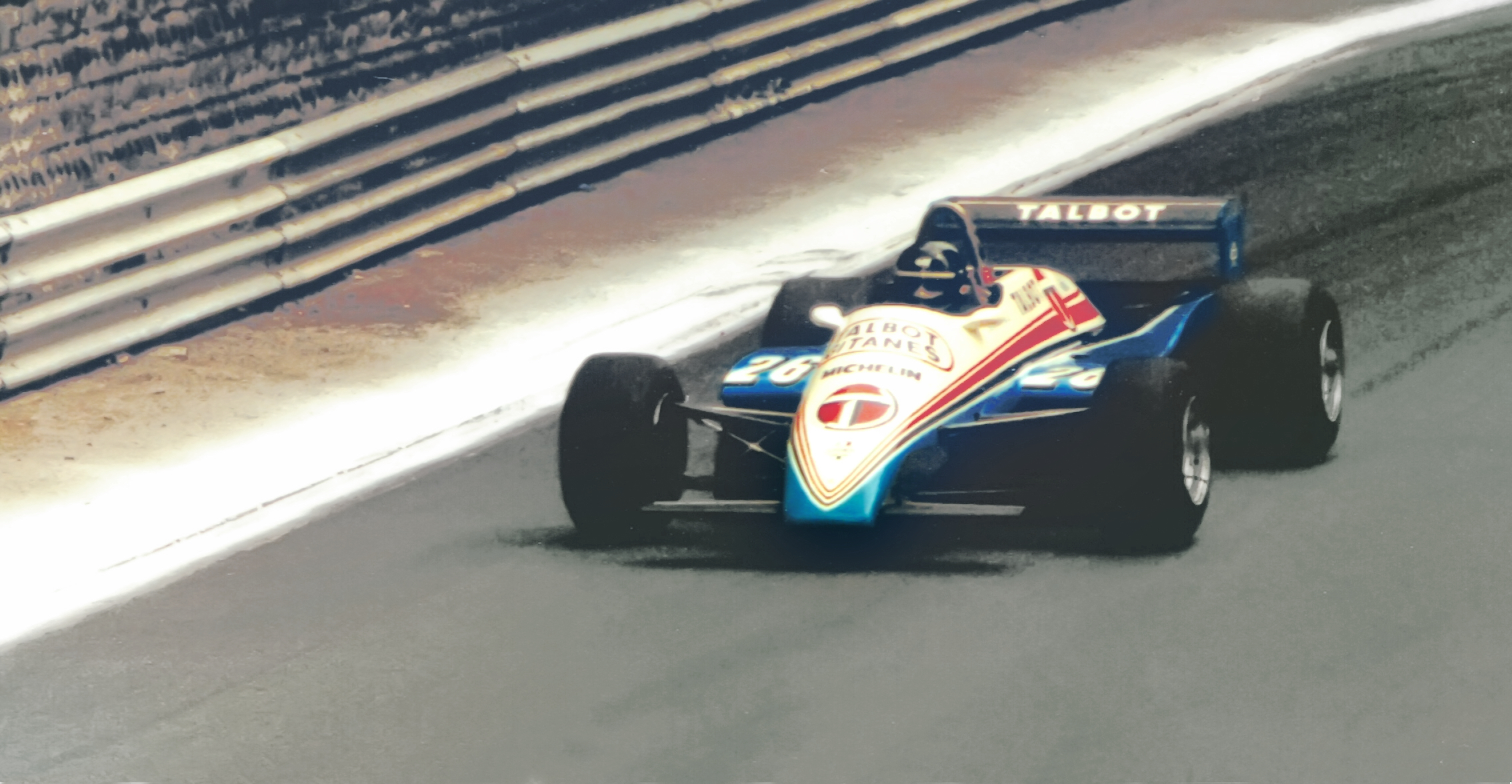
Jacques Laffite en démonstration sur sa Talbot-Ligier JS19 en 1982 à Pau.
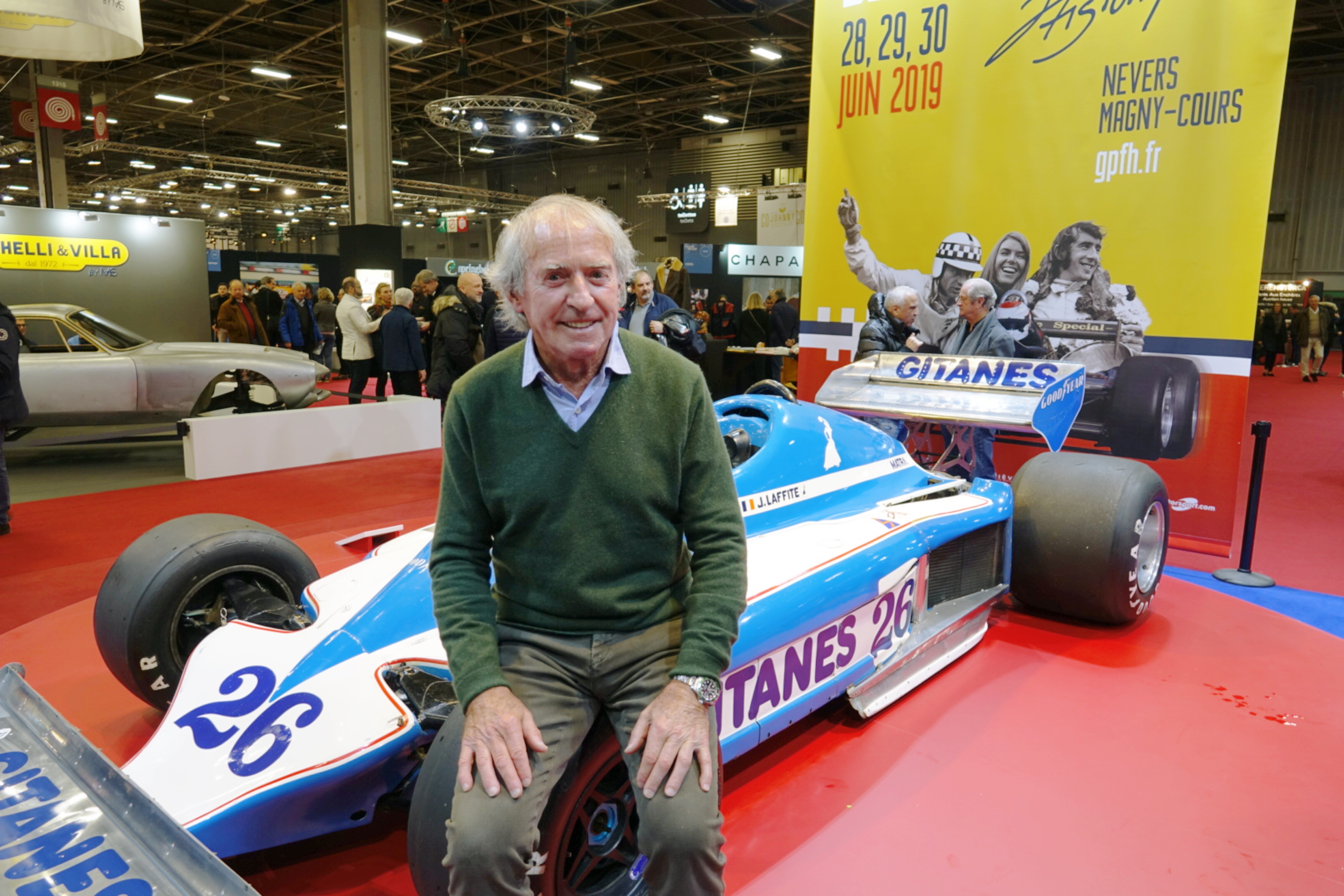
Jacques Laffite et la Ligier JS7 à Rétromobile 2019.

### Après la Formule 1
Après sa convalescence, Laffite reprend le volant en compétition dans des épreuves de Tourisme, terminant 17e du premier Championnat du monde des voitures de tourisme au volant d'une Alfa Romeo 75 pour Alfa Corse, mais aussi en (DTM) en Allemagne durant trois saisons au volant d'une BMW et d'une Mercedes, ou bien encore en Endurance.

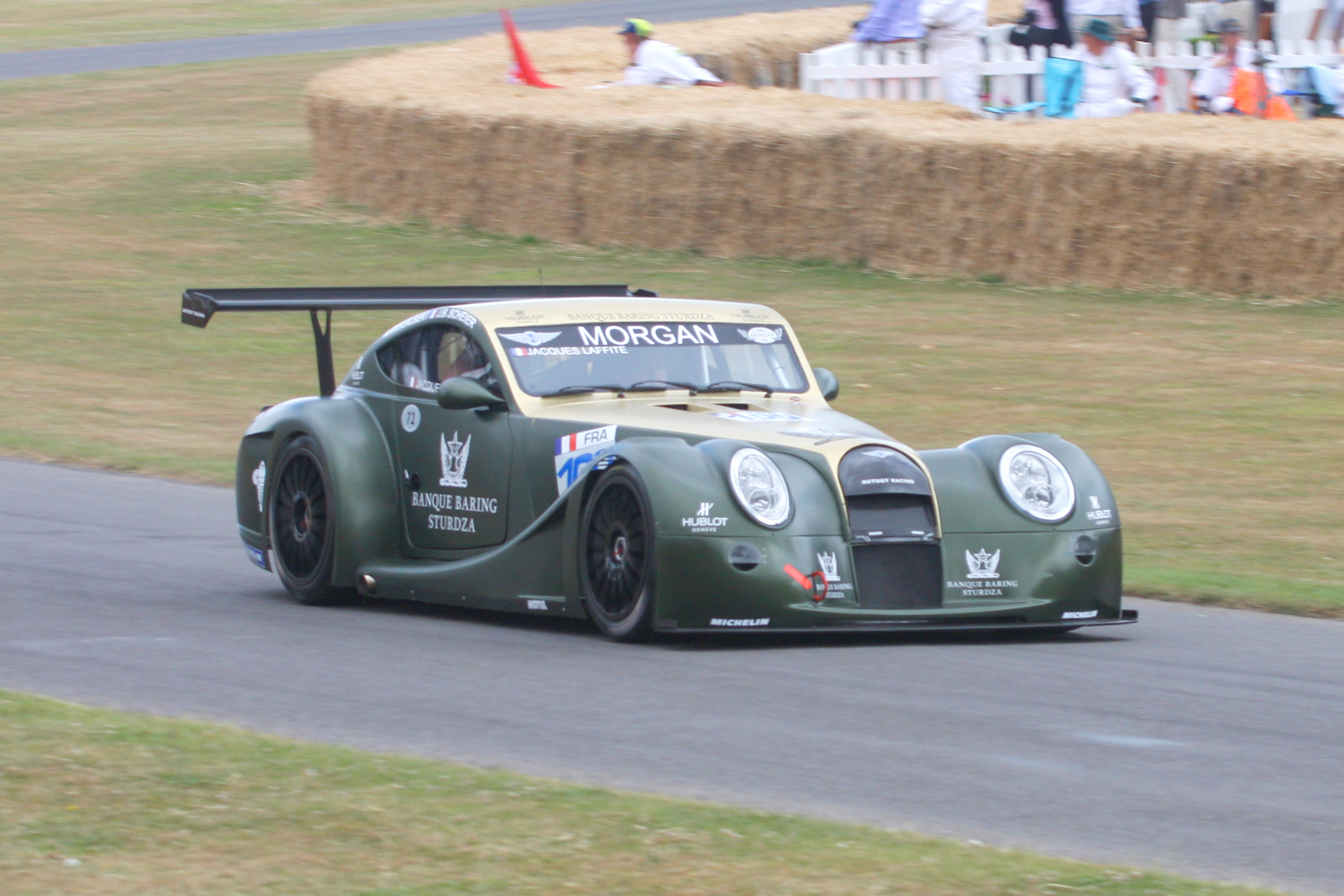
Jacques Laffite au volant de la Morgan Aero Supersports GT3.

Fin 2005, il effectue son retour en monoplace à l'occasion de la première manche du championnat de Grand Prix Masters, destiné aux anciennes gloires de la Formule 1. En 2007, Jacques Laffite fait ses débuts en Championnat d'Europe FIA GT3 au Bucarest City Challenge 2008, au sein de l'équipe Auto GT Racing. En octobre 2008, à 64 ans, il teste une Renault R27 sur le circuit Paul Ricard. Il pilote la Morgan Aero GT3 de l'écurie française dont il devient ensuite le directeur de course. Parmi ses coéquipiers, sa fille Margot Laffite a piloté pour l'équipe de 2007 à 2009.
Par ailleurs, de 1997 à 2012, Jacques Laffite commente, en qualité de consultant, les Grands Prix de Formule 1 sur la chaîne française TF1 où il remplace Johnny Rives. À ce titre, il est surtout connu pour sa réaction à l'incident du Grand Prix d'Europe 1997 au cours duquel Michael Schumacher est entré en collision avec Jacques Villeneuve ; Jacques Laffite a alors réagi avec des jurons en direct à la télévision. De 1997 à 2002, il commente en duo avec Pierre Van Vliet, remplacé en 2003 par Christophe Malbranque. Depuis 2013, il anime l'émission Dimanche Méca sur Eurosport.
Jacques Laffite intervient également en tant que consultant auprès de jeunes pilotes français. De nos jours, il reste un visiteur fréquent de la voie des stands lors des courses de Formule 1.

### Vie privée
Jacques Laffite est le père de cinq enfants, Camille, Margot, Pierre, Paul et Joséphine. Margot est journaliste sportive en sport automobile et notamment en Formule 1 sur Canal+.
Passionné de golf, Jacques Laffite est actionnaire du Golf de Dijon-Bourgogne[réf. souhaitée].
Également profondément attaché à la Creuse pour le golf, la pêche et la nature, il y possède une propriété près d'Aubusson.
Fin avril 2018, lors d'une émission télévisée, il annonce être atteint par le syndrome de Parkinson ; « De temps en temps j'ai des petits tremblements » explique-t-il.

## Résultats en championnat du monde de Formule 1
| Saison | Écurie                          | Châssis         | Moteur                 | Pneus    | GP disputés | Victoires | Pole positions | Meilleurs tours | Points inscrits | Classement |
| ------ | ------------------------------- | --------------- | ---------------------- | -------- | ----------- | --------- | -------------- | --------------- | --------------- | ---------- |
| 1974   | Frank Williams Racing Cars      | Iso FW          | Ford V8                | Goodyear | 5           | 0         | 0              | 0               | 0               | n.c.       |
| 1975   | Frank Williams Racing Cars      | FW FW04         | Ford V8                | Goodyear | 10          | 0         | 0              | 0               | 6               | 12e        |
| 1976   | Ligier Gitanes                  | JS5             | Matra V12              | Goodyear | 16          | 0         | 1              | 1,              | 20              | 7e         |
| 1977   | Ligier Gitanes                  | JS7             | Matra V12              | Goodyear | 17          | 1         | 0              | 1               | 18              | 10e        |
| 1978   | Ligier Gitanes                  | JS7 JS9         | Matra V12              | Goodyear | 16          | 0         | 0              | 0               | 19              | 8e         |
| 1979   | Ligier Gitanes                  | JS11            | Ford V8                | Goodyear | 15          | 2         | 4              | 2               | 36              | 4e         |
| 1980   | Équipe Ligier Gitanes           | JS11/15         | Ford V8                | Goodyear | 14          | 1         | 1              | 1               | 34              | 4e         |
| 1981   | Équipe Talbot Gitanes           | JS17            | Matra V12              | Michelin | 15          | 2         | 1              | 1               | 44              | 4e         |
| 1982   | Équipe Talbot Gitanes           | JS17 JS17B JS19 | Matra V12              | Michelin | 15          | 0         | 0              | 0               | 5               | 17e        |
| 1983   | TAG Williams Team               | FW08C FW09      | Ford V8 Honda V6 turbo | Goodyear | 13          | 0         | 0              | 0               | 11              | 11e        |
| 1984   | Williams Grand Prix Engineering | FW09 FW09B      | Honda V6 turbo         | Goodyear | 16          | 0         | 0              | 0               | 5               | 14e        |
| 1985   | Équipe Ligier                   | JS25            | Renault V6 turbo       | Pirelli  | 15          | 0         | 0              | 1               | 16              | 9e         |
| 1986   | Équipe Ligier                   | JS27            | Renault V6 turbo       | Pirelli  | 9           | 0         | 0              | 0               | 14              | 8e         |
|        | Total                           |                 |                        |          | 176         | 6         | 7              | 7               | 228             |            |

## Victoires en Championnat du monde de Formule 1
| # | Année | Manche | Grand Prix | Circuit        | Écurie                | Voiture | Résumé |
| - | ----- | ------ | ---------- | -------------- | --------------------- | ------- | ------ |
| 1 | 1977  | 08/17  | Suède      | Anderstorp     | Ligier Gitanes        | JS7     | Résumé |
| 2 | 1979  | 01/15  | Argentine  | Buenos Aires   | Ligier Gitanes        | JS11    | Résumé |
| 3 | 1979  | 02/15  | Brésil     | Interlagos     | Ligier Gitanes        | JS11    | Résumé |
| 4 | 1980  | 10/15  | Allemagne  | Hockenheim     | Équipe Ligier Gitanes | JS11/15 | Résumé |
| 5 | 1981  | 11/15  | Autriche   | Österreichring | Équipe Talbot Gitanes | JS17    | Résumé |
| 6 | 1981  | 14/15  | Canada     | Montréal       | Équipe Talbot Gitanes | JS17    | Résumé |

## Résultats aux 24 Heures du Mans
| Année | Voiture                                         | Équipe                                           | Équipiers                                  | Résultat |
| ----- | ----------------------------------------------- | ------------------------------------------------ | ------------------------------------------ | -------- |
| 1972  | Ligier JS2-Maserati 3.0L V6                     | Automobiles Ligier                               | Pierre Maublanc                            | Abandon  |
| 1973  | Ligier JS2-Maserati 3.0L V6                     | Automobiles Ligier                               | Guy Ligier                                 | Abandon  |
| 1974  | Ligier JS2-Maserati 3.0L V6                     | Automobiles Ligier                               | Alain Serpaggi                             | 8e       |
| 1977  | Renault Alpine A442 2.0L Turbo V6               | Renault Sport                                    | Patrick Depailler                          | Abandon  |
| 1978  | Mirage M9-Renault 2.0L Turbo V6                 | Grand Touring Cars Inc.                          | Vern Schuppan / Sam Posey                  | 10e      |
| 1990  | Porsche 962C-Porsche Type-935 3.0L Turbo Flat-6 | Joest Porsche Racing                             | Jean-Louis Ricci / Henri Pescarolo         | 14e      |
| 1993  | Venturi 500 LM-Renault PRV 3.0L Turbo V6        | Jacadi Racing                                    | Michel Maisonneuve / Christophe Dechavanne | Abandon  |
| 1994  | Porsche 911 Carrera RSR-Porsche 3.8L Flat-6     | Porsche Flymo Mobil Alméras / Larbre Compétition | Jacques Alméras / Jean-Marie Alméras       | Abandon  |
| 1996  | McLaren F1 GTR-BMW S70                          | Team Bigazzi SRL / Team BMW Motorsport           | Marc Duez / Steve Soper                    | 11e      |

## Autres victoires
- 1975 : 800 kilomètres de Dijon
- 1975 : 1 000 kilomètres de Monza
- 1975 : 1 000 kilomètres du Nürburgring
- 1988 : 500 kilomètres de Monza, victoire de catégorie
- 1988 : 500 kilomètres du Nürburgring, victoire de catégorie
- 1994 : 3 Heures de Zhuhai

## Distinctions
- Lauréat du Prix Roland Peugeot de l'Académie des sports du plus bel exploit automobile français de l'année en 1975[14].